# Cryptoscenea hoelzeli
Cryptoscenea hoelzeli là một loài côn trùng trong họ Coniopterygidae thuộc bộ Neuroptera. Loài này được Sziráki miêu tả năm 1997.